# Moïse Mugisha
Pour les articles homonymes, voir Mugisha.
Moïse Mugisha, né le 1er septembre 1997 à Busogo, est un coureur cycliste rwandais.

## Biographie
Moïse Mugisha naît en 1997 ou 1998 à Busogo, dans le district de Musanze. Il est le premier né d'une famille de sept enfants. Il commence la compétition en 2017 au Fly Cycling Club.
Lors du Tour du Rwanda 2018, il se révèle en terminant deuxième de l'étape reine à Kigali et dixième du classement général. En 2019, il remporte le championnat d'Afrique du contre-la-montre espoirs ainsi qu'une étape du Tour du Faso et du Tour de l'Espoir. Il obtient également deux médailles de bronze aux contre-la-montre aux Jeux africains, dans le contre-la-montre individuel et par équipes. 

## Palmarès et résultats

### Palmarès par année
- 2018
  - Karongi Challenge
- 2019
  -  Champion d'Afrique du contre-la-montre espoirs
  - 5e étape du Tour de l'Espoir
  - 3e étape du Tour du Faso
  -  Médaillé d'argent du championnat d'Afrique du contre-la-montre par équipes
  -  Médaillé de bronze du contre-la-montre aux Jeux africains
  -  Médaillé de bronze du contre-la-montre par équipes aux Jeux africains
- 2020
  - Grand Prix Chantal Biya : 
    - Classement général
    - 1re et 4e étapes

  - 2e du Tour du Rwanda
- 2021
  -  Médaillé d'argent du championnat d'Afrique du contre-la-montre par équipes
  -  Médaillé d'argent du championnat d'Afrique du contre-la-montre par équipes mixtes
  -  Médaillé de bronze du championnat d'Afrique du contre-la-montre
- 2022
  - 8e étape du Tour du Rwanda
  - Race to Remember
  - Tour du Cameroun
  - Kibeho Race
  - Musanze Gorilla Race
  - Royal Nyanza Race
- 2023
  -  Champion du Rwanda du contre-la-montre
  - Akagera Race
  - Nyaruguru Liberation Day Race :
    - Classement général
    - 1re étape

  - Legacy Sakumi Anselme Race
  -  Médaillé d'argent du championnat d'Afrique du contre-la-montre
  -  Médaillé de bronze du championnat d'Afrique du contre-la-montre par équipes
- 2024
  -  Champion d'Afrique du contre-la-montre par équipes mixtes
  -  Champion du Rwanda du contre-la-montre
  - Grand Prix du Développement Durable :
    - Classement général
    - 2e étape

  - Grand Prix du 22 Mé
  - Grand Prix de la Montagne Pelée :
    - Classement général
    - 1re (contre-la-montre) et 2e étapes

  - Grand Prix Fitness Park

### Classements mondiaux
| Année                                 | 2018  | 2019 | 2020 | 2021 | 2022 | 2023 | 2024 |
| ------------------------------------- | ----- | ---- | ---- | ---- | ---- | ---- | ---- |
| Classement mondial                    | 2350e | 475e | 308e | 525e | 949e | 582e | 448e |
| UCI Africa Tour                       | 172e  | 20e  | 7e   | 18e  | 41e  | 26e  | 17e  |
|                                       |       |      |      |      |      |      |      |
| Légende : nc = non classéSource : UCI |       |      |      |      |      |      |      |